# Gare de Liverdun
La gare de Liverdun est une gare ferroviaire française de la ligne de Noisy-le-Sec à Strasbourg-Ville (Paris - Strasbourg), située sur le territoire de la commune de Liverdun, dans le département de Meurthe-et-Moselle, en région Grand Est.
Elle est mise en service en 1852 par la Compagnie du chemin de fer de Paris à Strasbourg qui devient la Compagnie des chemins de fer de l'Est en 1854. C'est une gare de la Société nationale des chemins de fer français (SNCF) desservie par des trains TER Grand Est.

## Situation ferroviaire
Établie à 201 m d'altitude, la gare de Liverdun est située au point kilométrique (PK) 337,393 de la ligne de Noisy-le-Sec à Strasbourg-Ville, entre les gares de Fontenoy-sur-Moselle et de Frouard.

## Histoire
La station de Liverdun est mise en service le 19 juin 1852 par la Compagnie du chemin de fer de Paris à Strasbourg, lorsqu'elle ouvre à l'exploitation la section de Commercy à Frouard de sa ligne de Paris à Strasbourg.
Le bâtiment voyageurs date de 1852.
Comme la grande majorité des gares de la ligne entre Strasbourg-Ville et Vitry-le-François s'agit d'un bâtiment type 5, de style néo-classique, comportant deux ailes basses d'une travée.
En 1876, on construit pour les colis un petit hangar et un pont à bascule de 15 tonnes est installé.

## Fréquentation
De 2015 à 2024, selon les estimations de la SNCF, la fréquentation annuelle de la gare s'élève aux nombres indiqués dans le tableau ci-dessous.
| Année     | 2015   | 2016   | 2017   | 2018   | 2019   | 2020   | 2021   | 2022   | 2023   | 2024   |
| --------- | ------ | ------ | ------ | ------ | ------ | ------ | ------ | ------ | ------ | ------ |
| Voyageurs | 18 548 | 20 434 | 24 551 | 27 353 | 29 876 | 21 124 | 24 322 | 35 166 | 39 115 | 44 299 |

## Service des voyageurs

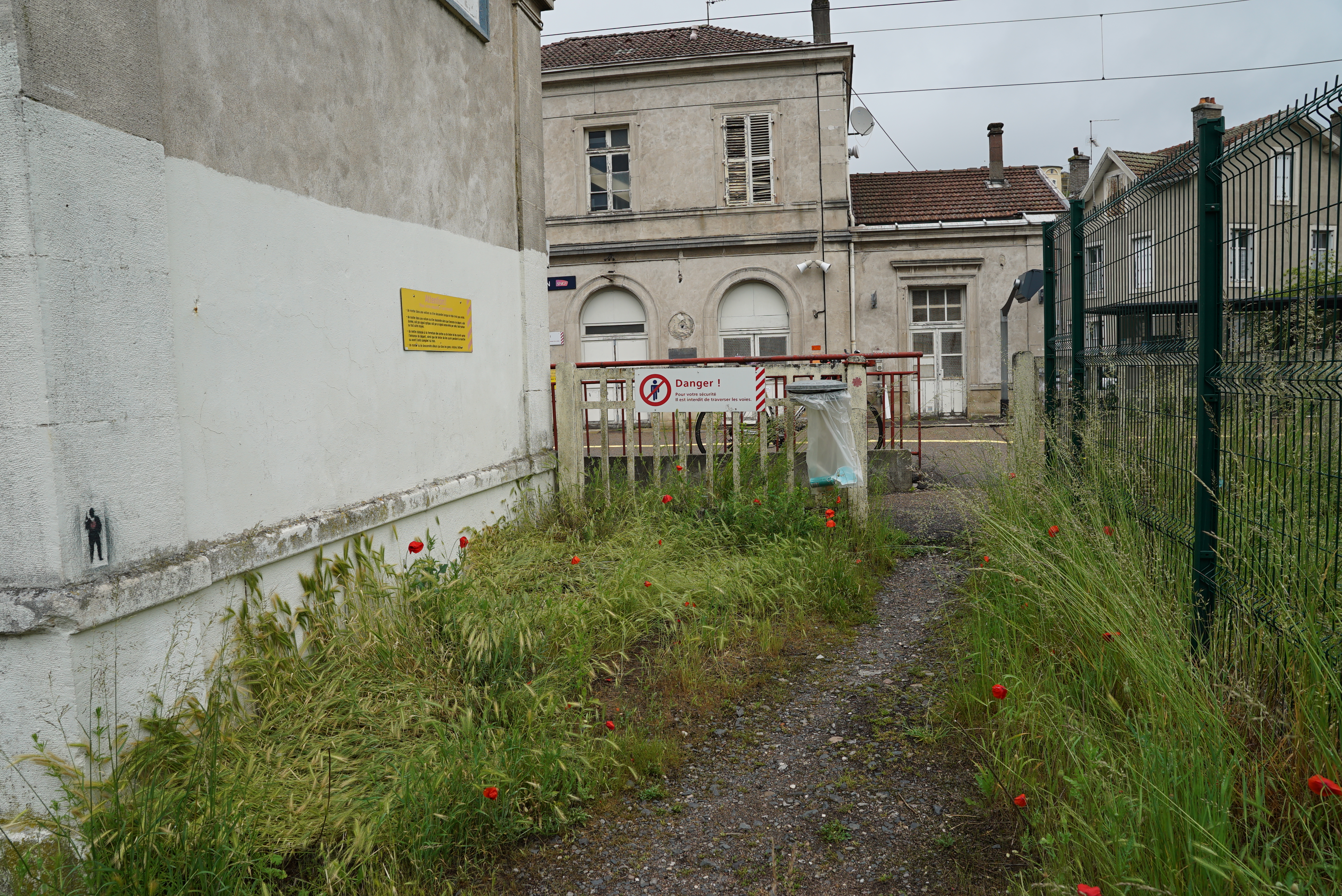
Vue partielle du bâtiment voyageurs.
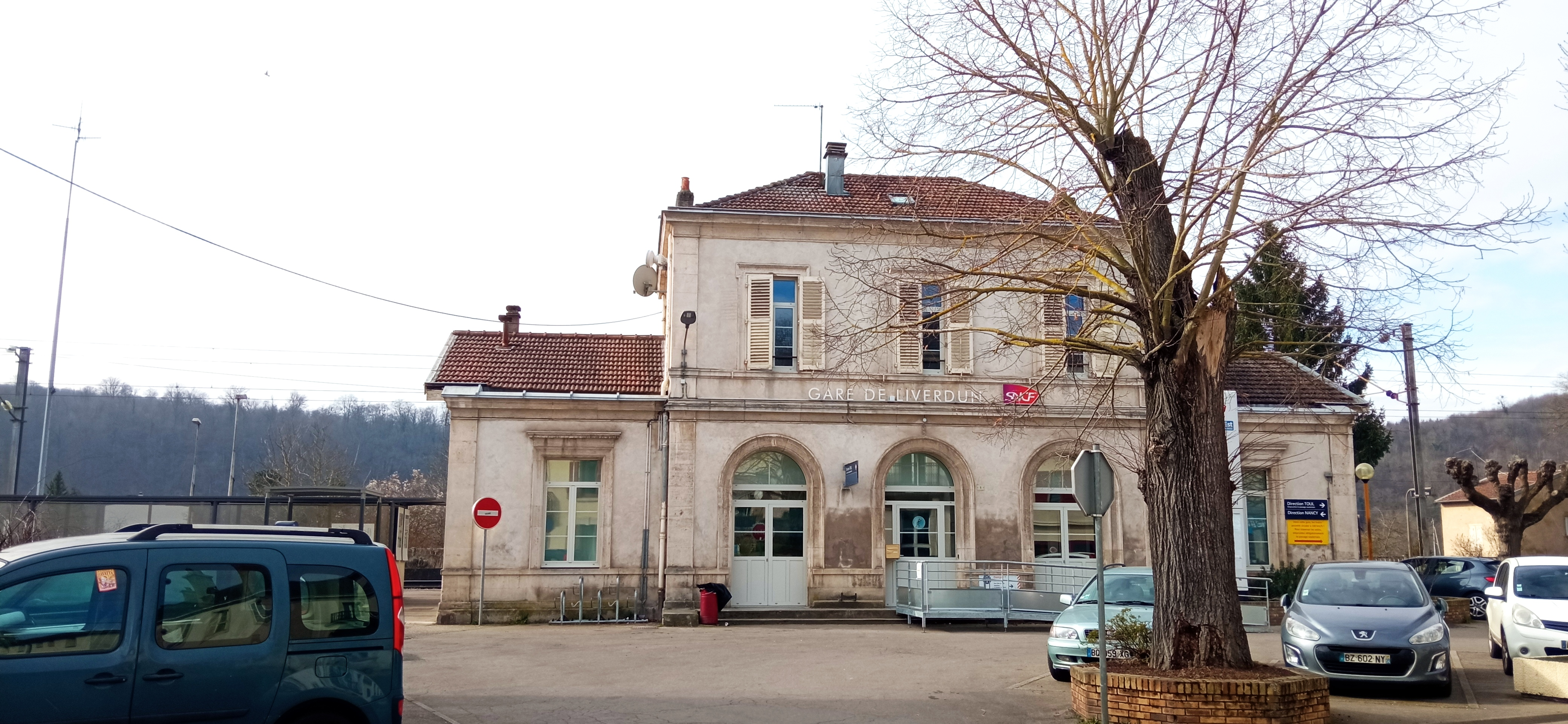
Vue de la gare rénovée, depuis la place éponyme.

### Accueil
Gare de la SNCF, elle dispose d'un bâtiment voyageurs (équipé d'une salle d'attente).

### Desserte
Liverdun est desservie par des trains TER Grand Est, qui effectuent des missions entre les gares : de Nancy-Ville et de Toul ; de Nancy-Ville et de Bar-le-Duc ; de Nancy-Ville et de Reims, ou d'Épernay, ou de Châlons-en-Champagne ou de Revigny.

### Intermodalité
Un parking est aménagé sur la place de la Gare.
La gare est également desservie de bus régulières 25 et 26 du réseau du bassin de Pompey.